# Глухово (Дивеевский район)
Глу́хово — село в Дивеевском районе Нижегородской области, административный центр Глуховского сельсовета. В селе расположено отделение Почты России (индекс 607332).

## Церковь в честь Покрова Пресвятой Богородицы

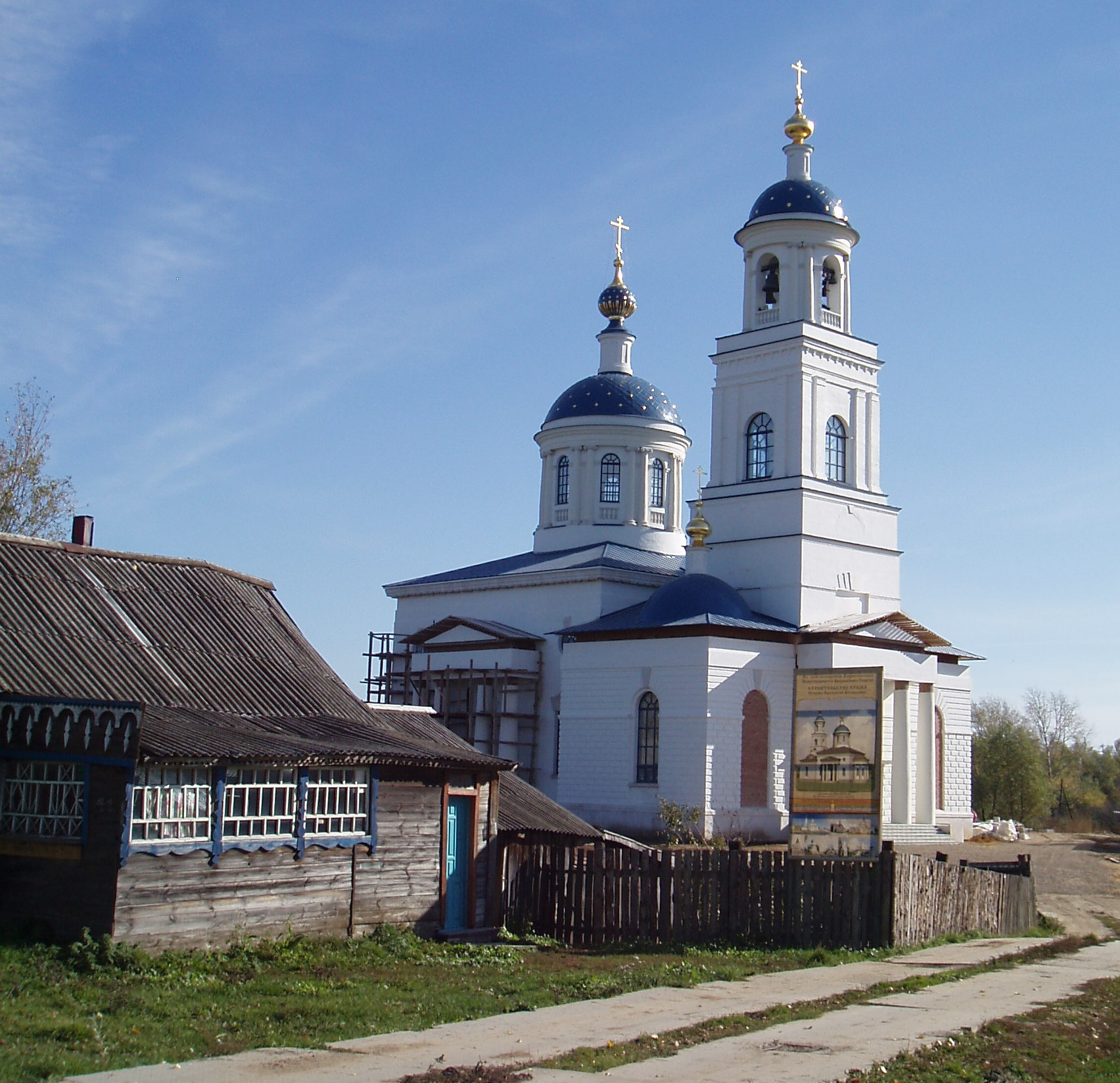
Завершаются работы по восстановлению Покровской церкви

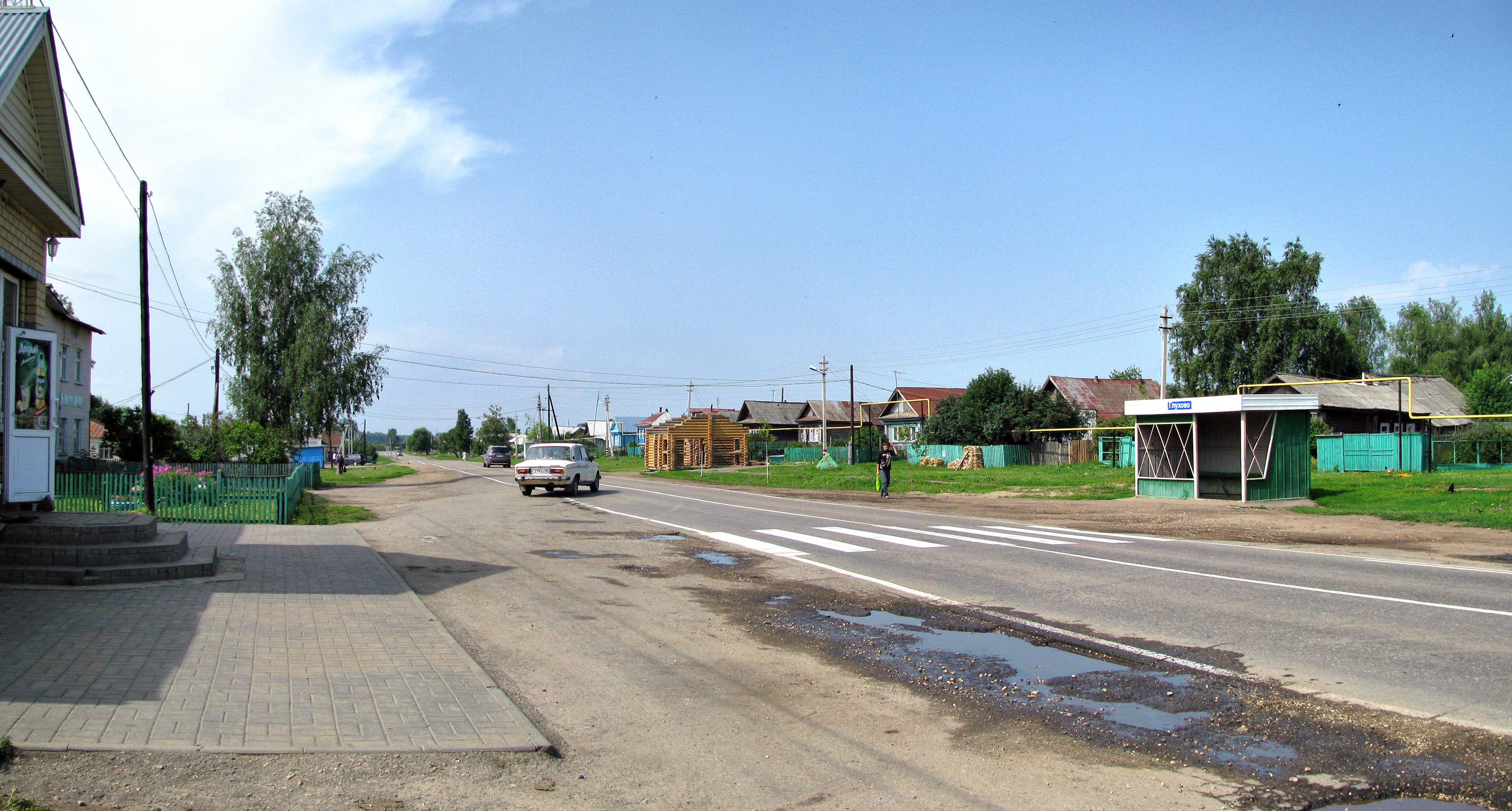
Автобусная остановка в селе

В 2009—2010 годах в селе была восстановлена церковь в честь Покрова Пресвятой Богородицы. В советское время храм был разрушен, к 2000-м годам частично сохранилась колокольня. Возрождение храма началось с письма жителей села к архиепископу Георгию. Одним из основных благотворителей стал президент Новикомбанка Илья Губин, за что был награждён от имени Патриарха орденом преподобного Серафима Саровского III степени. Проект был разработан церковным архитектором и реставратором Андреем Анисимовым. Чин освящения главного престола возрождённого храма был совершен 6 ноября 2010 года архиепископом Нижегородским и Арзамасским Георгием в сослужении настоятеля протоиерея Игоря Борисова.
На освящение главного престола приходу были подарены старинная икона Божией Матери «Знамение» и большая мозаичная икона Спасителя, которая осеняет сейчас главный вход в храм. В декабре 2010 года была завершена работа над четырёх ярусным иконостасом в главном приделе. За образец специалистами мастерской «Ковчег» были взяты иконы русской иконографической школы XV—XVI веков. Изготовление корпуса иконостаса велось согласно традициям древней костромской школы резьбы, характерной для храмов Московского Кремля, с нанесением тонировок, с использованием цветной эмали.

## Источник «Ильин колодец»
Летом 2008 года возле источника известного со времен царской России как «Ильин колодец» были выстроены часовня и купальня. 29 августа 2008 года архиепископ Нижегородский и Арзамасский Георгий совершил чин освящения часовни в честь святого Илии Пророка, а также источника и выстроенной на ней купальни.

## Известные уроженцы
- Гришкин, Макар Николаевич (1875—?) — крестьянин, депутат III Государственной думы от Нижегородской губернии.

## Галерея

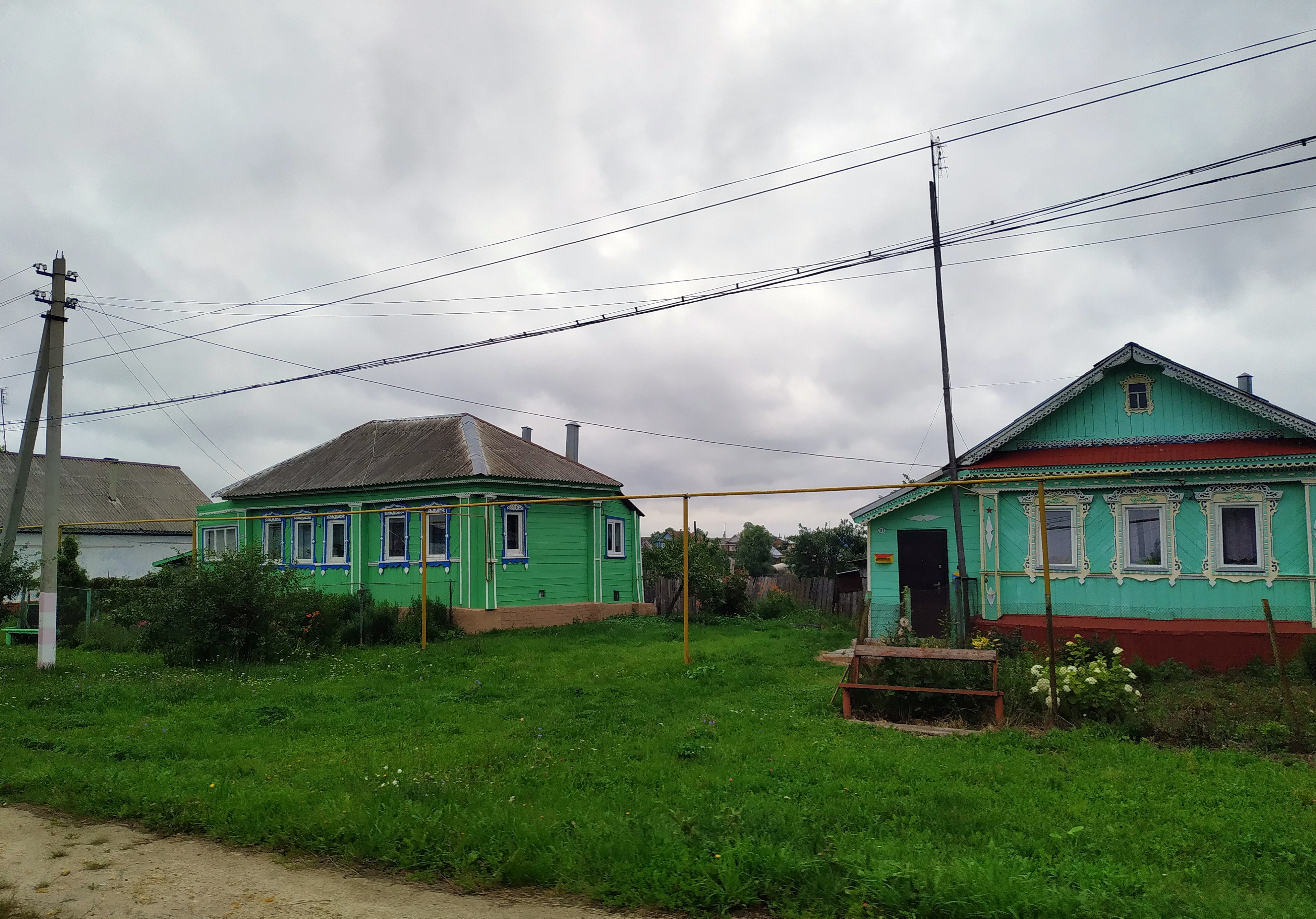
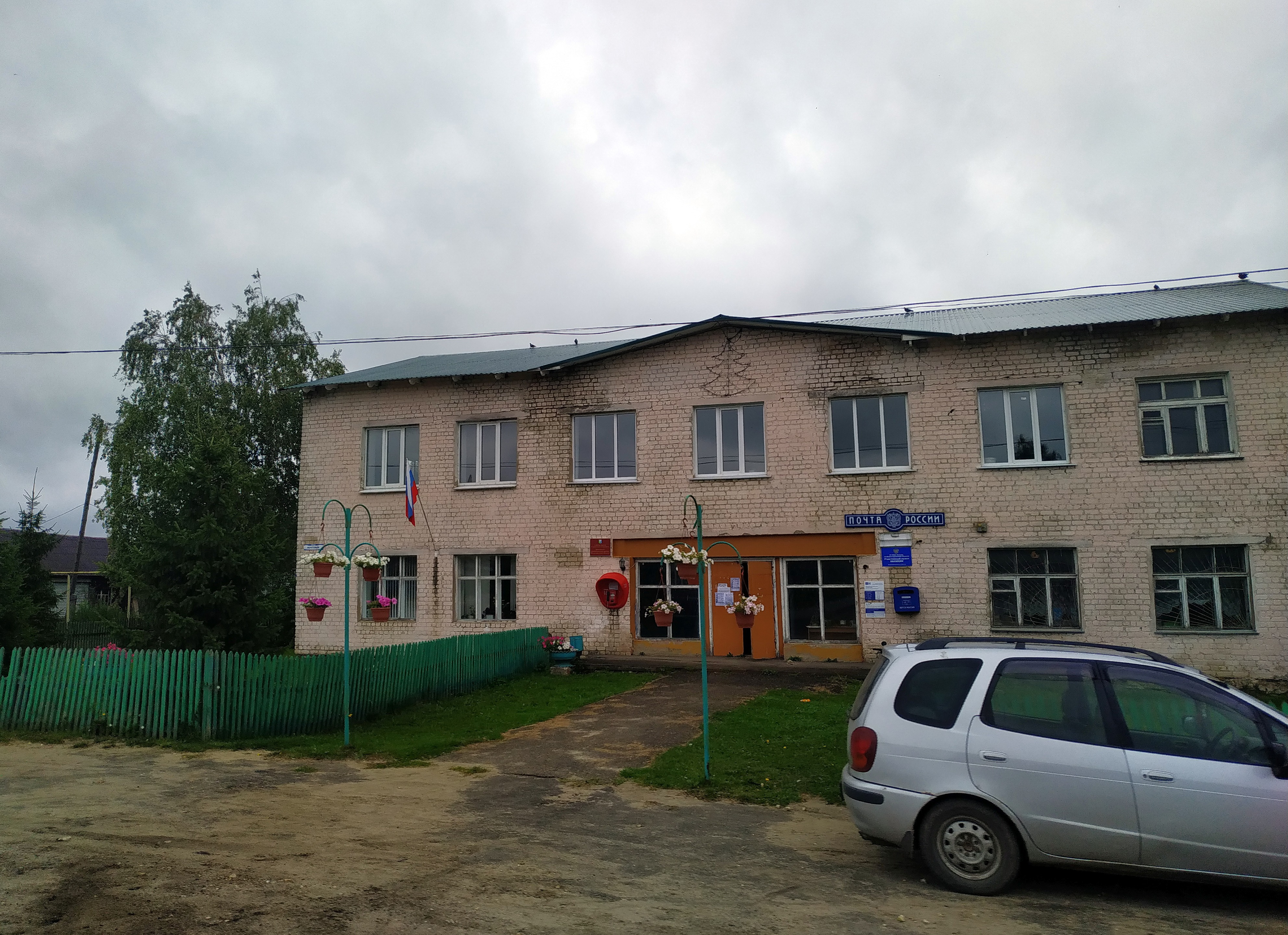
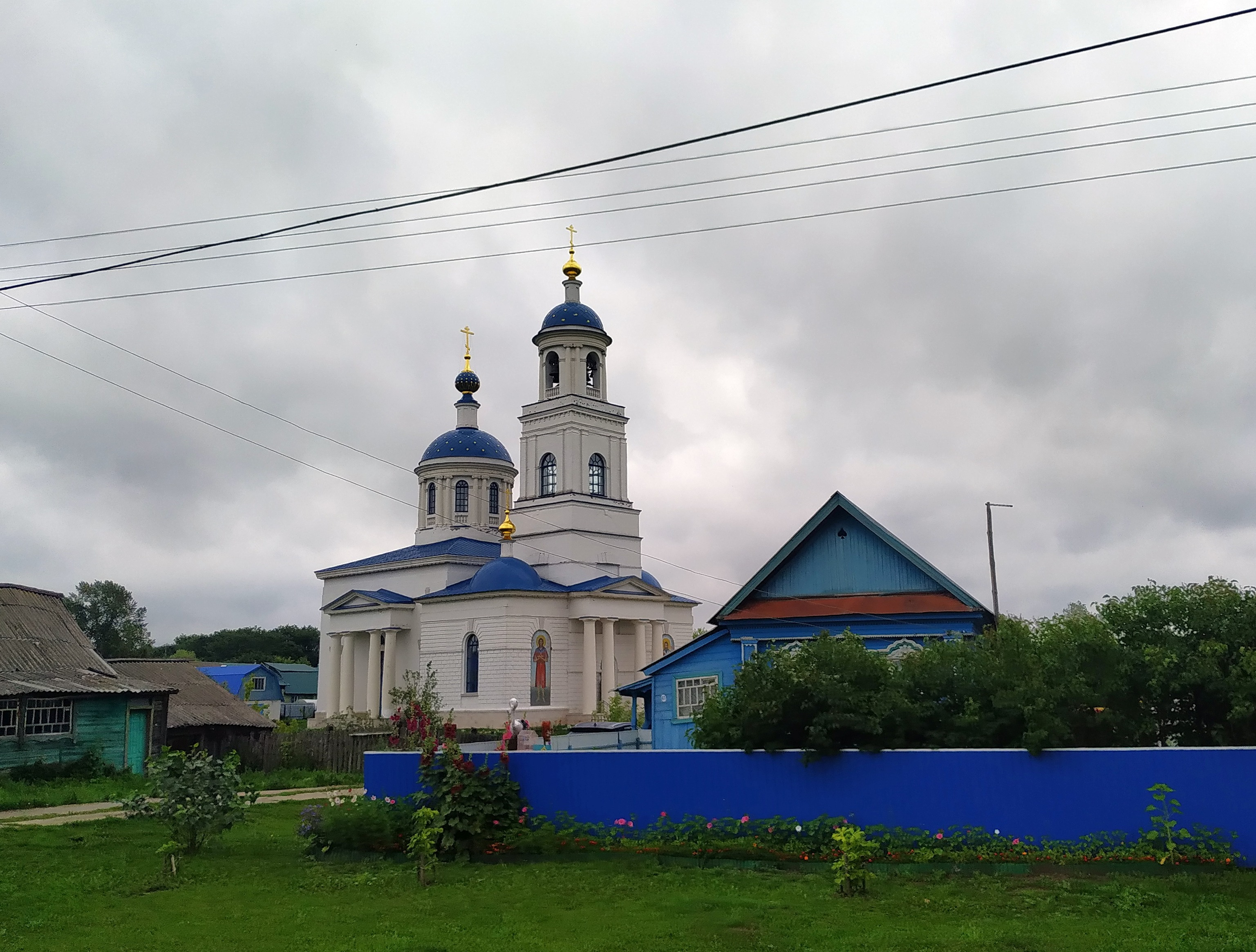
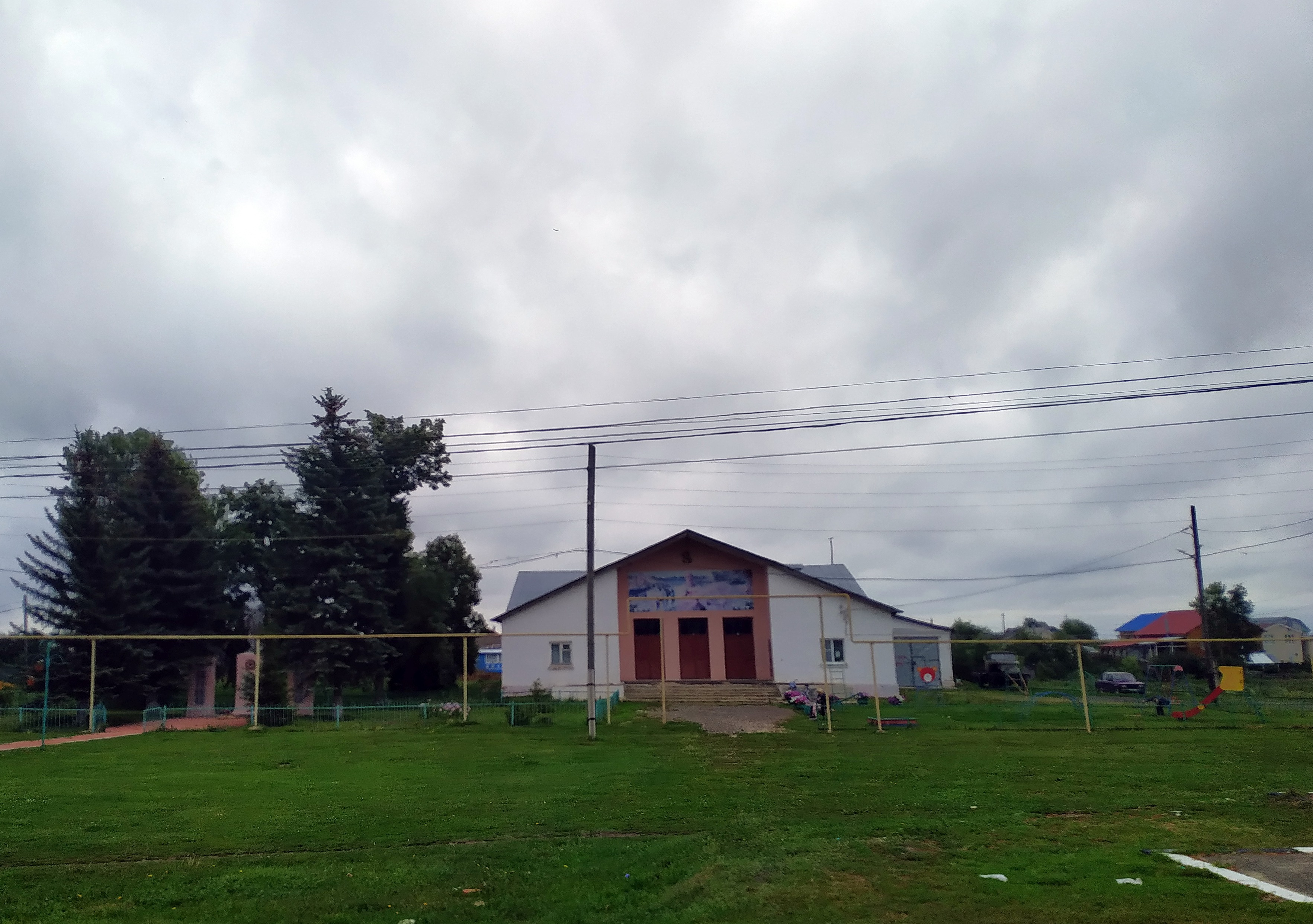